# Diplothorax ishihamai
Diplothorax ishihamai är en skalbaggsart som beskrevs av Tatsuya Niisato 1998. Diplothorax ishihamai ingår i släktet Diplothorax och familjen långhorningar. Inga underarter finns listade i Catalogue of Life.